# Brønshøj-Husum Avis
Brønshøj-Husum Avis er en lokalavis i bydelen Brønshøj-Husum i København, som udkommer hver uge.
Nuværende direktør er Mette Hviid Togsverd. Redaktionen havde frem til 2013 sæde i Brønshøj, men flyttede så til Søborg.